# Обыкновенный вампир
 Обыкновенный вампир, или де́смод, или большо́й кровосо́с (лат. Desmodus rotundus) — самый известный и многочисленный вид настоящих вампиров. В неволе Desmodus rotundus может жить более 12 лет.

## Анатомия

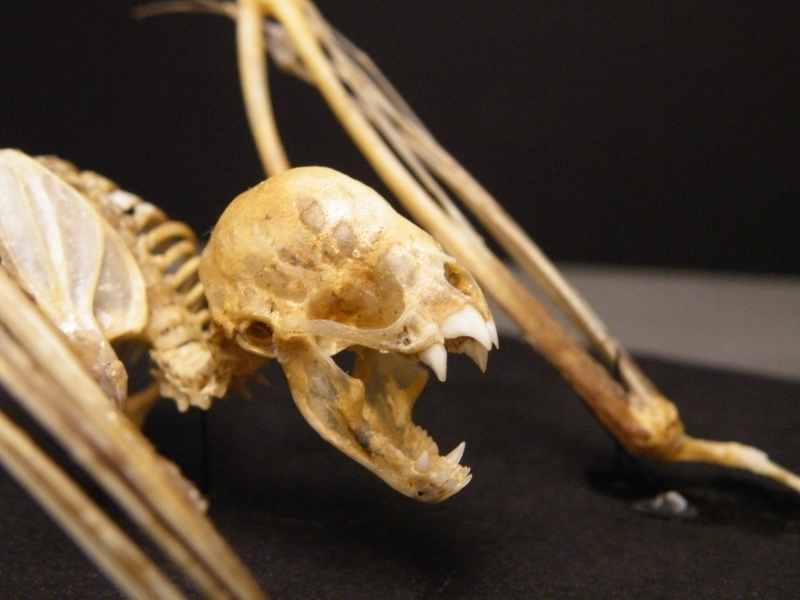
Скелет

Передние зубы хорошо развиты и острые, а коренные почти или совсем исчезли, кишечник укорочен, а желудок огромный и способен сильно растягиваться, чтобы принимать большие разовые порции крови.

## Питание
Вылетев ночью на охоту, вампир обнаруживает достаточно крупного спящего зверя или птицу, затем бесшумно приземляется на его тело или садится рядом и подбирается пешком. В носовом листке десмода находится чувствительный термический рецептор, позволяющий зверьку находить на теле жертвы место, где сосуды расположены ближе к поверхности. Поэтому укус чаще всего наносится в шею или возле уха, где расположено множество капилляров. Прежде всего десмод смачивает будущее место укуса слюной в течение 10—15 минут (слюна содержит обезболивающее — поэтому жертва ничего не чувствует — и антикоагулянт). Затем он сгрызает шерсть в месте укуса и острыми резцами делает небольшой надрез, из которого начинает обильно сочиться кровь. К ранке вампир подставляет сложенный трубочкой язык, и кровь самотёком течёт в рот зверька, не свёртываясь. На насыщение требуется примерно полчаса, за это время вампир выпивает около 60 грамм крови — в полтора раза больше собственного веса. В желудке вампира кровь переваривается очень быстро, а то, что не переварилось, выходит из организма в виде мочи. Чтобы взлететь после этого, сытый десмод поднимается на возвышенность и улетает, оставляя истекающую кровью жертву.
В отличие от большинства летучих мышей, вампиры совершенно не способны голодать длительное время. Поэтому в их колониях удачно поохотившиеся зверьки часто кормят тех, кто не смог добыть себе пищу две ночи подряд, отрыгивая съеденное.

## Вампиры и человек
Вампиры нападают в том числе и на людей: на тех, кто спит под открытым небом или с распахнутыми окнами, которые не затянуты крепкой сеткой. После ночной атаки человек утром обнаруживает на простыне пятна крови, но последствия укуса могут оказаться куда более серьёзными - десмоды способны переносить бешенство и чуму.
Паразитируют вампиры и на других животных, домашних и диких, обескровливая их. Был случай, когда одну корову за ночь укусили около тридцати вампиров. Животные, регулярно теряющие столько крови, слабеют или гибнут. Воспаление ранок также часто приводит к смерти. Но распространяемые вампирами болезни убивают значительно большее количество домашних животных (в Латинской Америке ежегодно — десятки тысяч). Есть районы, где из-за вампиров домашний скот держать нельзя — чума выкашивает поголовье. В Мексике для борьбы с вампирами в желудок домашних животных вводили особое вещество, безвредное для них, но делающее кровь смертельно ядовитой для вампиров.
В 2003 году был создан препарат десмотеплаза, представляющий собой генетически модифицированную версию слюнного фермента Desmodus rotundus, предотвращающего свёртывание крови у млекопитающих. Десмотеплаза является медикаментозным средством для профилактики и лечения острых нарушений мозгового кровообращения (инсультов), так как растворяет образующиеся в просвете сосудов тромбы, не оказывая воздействия на остальную часть кровеносной системы.
После неутешительных результатов разработка препарата была закрыта. В декабре 2014 года компания Lundbeck объявила о прекращении разработки desmoteplase, и списала 309 миллионов датских крон.